# Herrmannella perplexa
Herrmannella perplexa är en kräftdjursart som först beskrevs av Rolf Dieter Illg 1949.  Herrmannella perplexa ingår i släktet Herrmannella och familjen Sabelliphilidae. Inga underarter finns listade i Catalogue of Life.